# 肯特州立大學
肯特州立大學（Kent State, KSU）是一所位於美國俄亥俄州東北部肯特的公立大學，成立於1910年。成立之初為肯特師範學院，1930年代成為公立大學，属于俄亥俄大学系统。

## 學術
肯特州大現共有八個校區，總共有35,000名左右的學生。於2005年，其國際學生約有3,200多名。肯特州大於最近的2006年卡內基大學分類中，被分屬為綜合性研究型（Comprehensive-research）大學。在國際上，肯特州大享有卓越聲譽的幾個著名領域為：液晶顯示研究，材料科學，航空，服裝設計，大眾傳播，餐旅管理，英文文學，社會學，心理學，商學，教育心理學，教學科技，學校心理學，諮商輔導等等系所。

## 院系
肯特州立大学现设有9个院系（2021）：商学院，教育、健康与人类服务学院，艺术学院，文理学院，传播信息科学学院，建筑与环境设计学院，航空与工程学院，护理学院，公共健康学院。

## 事件
1970年5月4日，因為抗議越戰的活動，有四名參與抗議越戰的肯特州大學生被俄亥俄州國民兵鎮壓而誤殺。很不幸的，肯特州立大学枪击事件至今為止，還是肯特州大常常在國際上或者美國國內被引述研究的事件。

## 排名
2010年世界大學網路排名中，在全世界8000所大學裡名列331名。2021年美國新聞與世界報導中，在美國國家級大學排名第217名。普林斯頓大學報告排名中，被評選為最佳美國中西部大學之一。中國上海交通大學所公布的500大國際大學排名中，列為300-350名。

## 体育
肯特州大的運動項目團隊隸屬於美國NCAA第一級，Golden Flashes（金閃）是其所有項目運動代表隊的名稱。其比較著名的運動項目是籃球。肯特州大的男子籃球隊進入了 NCAA 2002年決賽前八強，連續獲得1999年, 2002年, 2006年MAC（美國中部聯盟）季後賽總冠軍。

## 校友
- 米高·基頓[10]，演員
- 布藍儂·布拉加，美國電視製片人、劇作家。
- 德魯·凱利，美國演員、喜劇演員、電視節目主持人。
- 超衰布萊恩，網路紅人。
- 本·柯蒂斯，職業高爾夫球選手。
- 約翰·德·蘭西，美國的喜劇演員、演員、導演、製片人、作家、歌手、音樂家、配音演員。

## 相關新聞
- 洛杉磯湖人隊球員雷霸龍·詹姆士(LeBron James)幫助在他的家鄉阿克倫的學生讀完高中後的首批學生畢業，共有193名學生可獲得學費全額補助就讀阿克倫大學（Akron University）、肯特州立大學（Kent State University）。[11]。

## 資料來源
1. ↑  . www.kent.edu.   [2021-03-13]. （原始内容存档于2021-04-18） （英语）.
2. ↑  . Shanghai Ranking Consultancy. 2020  [2020-12-09].
3. ↑  . Quacquarelli Symonds Limited. 2021  [2020-12-09].
4. ↑  . Times Higher Education. 2021  [2020-12-09].
5. ↑  . US. News and World Report. 2021  [2020-12-09].
6. ↑  . Wall Street Journal/Times Higher Education. 2021  [2021-01-24].
7. ↑  . US. News and World Report. 2020  [2020-12-09].
8. ↑  . Washington Monthly. 2020  [2020-12-09].
9. ↑  .   [2021-07-19]. （原始内容存档于2022-03-19）.
10. ↑  .   [2021-07-19]. （原始内容存档于2021-11-21）.
11. ↑  .   [2021-07-19]. （原始内容存档于2022-02-21）.

41°8′47.08″N 81°20′30.28″W / 41.1464111°N 81.3417444°W